# La Haie-Traversaine
La Haie-Traversaine és un municipi francès, situat al departament de Mayenne i a la regió del País del Loira.